# Scaligera Basket Verona
La Scaligera Basket Verona, nota anche come Tezenis Verona per motivi di sponsorizzazione, è la principale società di pallacanestro di Verona, attualmente militante in Serie A2
. Fondata nel 1951, la Scaligera Basket ha vissuto una prima lunga stagione di successi che la portò a raggiungere nel corso degli anni novanta i vertici italiani ed europei, prima del fallimento finanziario avvenuto nel 2002. Rifondata nel 2007 con la denominazione di A.S.D. Basket Scaligero, ha partecipato per alcuni anni alle serie minori ed ha acquisito nell'estate 2010 il titolo sportivo per la Legadue, riassumendo anche la tradizionale denominazione sociale di Scaligera Basket. Nel 2022 ha riconquistato, sul campo, il diritto di partecipare al Campionato di Serie A.
Il 30 aprile 2023, dopo una sola stagione, viene retrocessa matematicamente in A2.

## Storia
La storia della Scaligera Basket si può dividere in tre fasi: gli anni dell'attività locale nei campionati veneti (dal 1951 al 1971); i trent'anni durante i quali la Scaligera basket partecipa ai campionati nazionali (e a competizioni internazionali), cioè dalla promozione in serie D del 1972, fino all'esclusione nel 2002 per problemi finanziari e societari dal campionato di serie A1; infine gli anni della rifondazione, ripartendo dalla C1, in sinergia prima con la società veronese SanZeno Basket e poi della ridenominata società A.S.D. Basket Scaligero, che nel luglio 2010 ha riacquisito la denominazione di Scaligera Basket.

### Gli anni settanta e ottanta
Secondo molti la passione per la pallacanestro a Verona nacque grazie ad un torneo ideato da Mario Natucci, giocatore e giornalista e svoltosi nel maggio del 1972 in Arena che vide la partecipazione della Simmenthal Milano, dell'Ignis Varese, della Jugoplastika Spalato e della formazione americana degli ALL STAR Gillette. Non si è a conoscenza sui particolari della manifestazione, quello che è pervenuto è che gli spettatori furono circa 16.000, tanto che Aldo Giordani, futuro fondatore della rivista cestistica Superbasket e telecronista RAI, commentò: "È probabile che in questa occasione sia stato gettato a Verona un seme che darà presto i suoi frutti".
Tra gli spettatori c'era Giuseppe Vicenzi che poco tempo dopo avrebbe rilevato per 500.000 lire la Scaligera Basket del pioniere Andrea Piotto. Allora la serie D era il quarto campionato a livello nazionale; dopo un anno titubante nel 1974-75 la Scaligera (sponsorizzata "Vicenzi biscotti") venne promossa in serie C e già nel 1976-77 la Verona dei canestri vide la serie B. Il maggiore quotidiano della città, L'Arena, titolò a lettere cubitali: "Con la Vicenzi in B si apre un ciclo d'oro".
Dopo vari problemi e retrocessioni la squadra scaligera ritornò in serie B nel 1980-81.
Tre anni dopo si giocò a San Giovanni Lupatoto contro la Cida di Porto San Giorgio per acciuffare la serie A2. Durante la durissima serie che decise il futuro degli scaligeri Giuseppe Vicenzi, in un momento d'incertezza circa l'esito finale si lasciò scappare: "Rischiamo di fallire 10 anni di sforzi", tuttavia la sfida durata tre partite andò a buon fine: Giampaolo Zamberlan sul 77 a 75 a favore commise fallo su un giocatore marchigiano, il pubblico, comunque fiducioso, urlava: "Serie A! Serie A!", l'avversario sbagliò i liberi innescando il contropiede per il 79 a 75 finale. Era il 29 maggio 1983. "Abbiamo lavorato convinti che Verona meritasse la serie A" commentò infine il presidente.
Al primo anno di A, il 1983/84, la Scaligera Vicenzi dovette giocare a Padova per mancanza di un palazzetto a Verona e retrocedette, ma riconquistò la serie A nel 1986 tornando a Verona e portando sulle maglie lo sponsor Citrosil, un prodotto della Glaxo, un'azienda farmaceutica la cui sede italiana si trova a Verona e che grazie alla determinazione ed alla acquisita passione del suo presidente Mario Fertonani decise di affiancare la famiglia Vicenzi per dare ulteriore smalto al basket scaligero.
Alla retrocessione del 1987 fece immediato seguito la promozione in A2 del 1988 che portò Verona (ora sponsorizzata Glaxo), anche grazie all'arrivo dell'abile manager Andrea Fadini, definitivamente nelle classi regine del basket che non abbandonerà fino al fallimento del 2002.

### I successi degli anni novanta

Giampiero Savio solleva la Coppa Italia 1991 vinta dalla Glaxo Verona

L'ultimo paio di campionati degli anni ottanta in A2 videro la Glaxo sfiorare la promozione in A1, ma più di tutto sedimentarono il movimento veronese e radicarono una forte passione in città. Gli anni in A2 terminarono col campionato 1990-91 che sancì la prima promozione assoluta in A1, e soprattutto con l'altrettanto storica vittoria della Coppa Italia, primo trofeo della Scaligera, conquistata con l'upset 97 a 85 sulla blasonata Philips Milano nella finale giocatasi in gara unica a Bologna: tale successo passò agli annali della pallacanestro italiana, in quanto il primo e fin qui unico nella manifestazione da parte di una squadra militante in seconda divisione. In quella stagione il quintetto allenato da Alberto Bucci era formato da Sandro Brusamarello, Giampiero Savio, Riccardo Morandotti, Russ Schoene, Tim Kempton, con il talentuoso Paolo Moretti nel ruolo di sesto uomo di lusso.
Il campionato 1991-92, primo in A1 per la Scaligera Basket, vide l'avvicendamenteo in panchina di Mario Blasone e Gianni Trevisan e terminò con la retrocessione, cui fece seguito l'immediato ritorno in A1 nell'anno successivo con la squadra brillantemente guidata da Franco Marcelletti che rimase a Verona quattro anni.
La riconquista dell'A1 infatti non fu un punto d'arrivo ed in società maturò un ottimo gruppo d'atleti: i "vecchi" erano Alessandro Boni, Roberto Dalla Vecchia, Riccardo Caneva e per un certo periodo Giampiero Savio, ai quali vennero affiancati i più giovani talenti di Davide Bonora, Henry Williams, Sylvester Gray, Alessandro Frosini, Giacomo Galanda e in seguito Aniello Laezza, Fabio Spagnoli, Ryan Lorthridge e tanti altri ottimi giocatori, italiani e stranieri, che seppero farsi valere sia in Italia (quarto posto nel campionato di A1 1993-94), che in Europa (finale di Eurocoppa, persa nel 1997 contro il Real Madrid in gara unica di finale a Nicosia). Nel 1995-96 ci fu anche l'arrivo dell'ottimo cestista statunitense, poi naturalizzato italiano, Mike Iuzzolino (un "piccolo" famoso per le sue parabole ad arcobaleno di grande successo e per una brillante visione di gioco), inizialmente a gettone e poi confermato dalla società.

Il trionfo della Mash Verona nella Supercoppa italiana 1996

Queste annate magiche del basket veronese portarono anche prestigiosi trofei per la bacheca societaria, in particolare la Supercoppa italiana 1996 e soprattutto la Coppa Korać 1997-1998, vinta in finale ai danni della Stella Rossa di Belgrado, già vincente nella finale d'andata al Palasport di Verona per 68 a 74, ma soccombente per 64 a 73 nel ritorno al Pionir di Belgrado in una gara molto accesa che consentì al capitano Roberto Dalla Vecchia ed al giovane allenatore Andrea Mazzon di alzare la prima ed unica coppa europea della Scaligera Basket, quell'anno sponsorizzata Mash Jeans.
Negli anni successivi però il vivaio, peraltro valente (nel 1999 gli allievi d'eccellenza della Scaligera furono campioni d'Italia), venne trascurato, puntando tutto sugli americani e sugli extracomunitari prima con Eddie Elisma, Conner Henry, David Booth e Dedric Willoughby, poi con Adrian Griffin (vicecampione NBA con Dallas nella stagione 2005-06), Victor Page, Miroslav Berić e infine con David Arigbabu, Corey Albano, Marty Conlon, Casey Schmidt, Louis Bullock.

### Il cambio di proprietà ed il fallimento

La Müller Verona 2000-2001

Nel 2000 la squadra arrivò in semifinale scudetto ed ottenne la qualificazione per l'Eurolega, ma fu l'inizio della fine: la società venne rilevata da Eduardo Fiorillo, allora proprietario dell'emittente Match Music, che portò a Verona Claudio Crippa e coach Lino Lardo, promosse il basket con una trasmissione sportiva condotta dal giornalista D'Errico, già protagonista di un'appassionante "A Tutta Mash" con musica dance incalzante, mandato in onda regolarmente su TeleArena poco tempo prima, ma questo non bastò: la società entrò in crisi finanziaria nel 2002, il nuovo presidente si ritirò lasciando alla guida Peterlini, braccio destro e fiduciario di Fadini e Vicenzi, il quale venne lasciato da solo dai suoi sponsor di sempre e a fine stagione, nonostante l'intervento di un curatore, la società venne (volutamente) fatta fallire, perdendo il diritto sportivo della massima serie e ricominciando nel 2003 in simbiosi con la società cittadina SanZeno Basket, fondata nello stesso 2002 con la presidenza affidata a Luca Vicenzi, nipote di Giuseppe Vicenzi.

### La rinascita
Dopo alcuni anni di incertezze, grazie soprattutto al rientro al timone del progetto basket veronese di Giuseppe Vicenzi, prende vita a Verona un programma pluriennale teso a riportare il basket scaligero in serie A. La SanZeno al termine della stagione 2006-07, giocata con la sponsorizzazione della Banca Popolare di Verona, disputa la finale per salire in B2 uscendo sconfitta per mano della Juvi Cremona. I Vicenzi riescono comunque ad ottenere la categoria acquisendo e trasferendo a Verona il titolo sportivo dello stesso club cremonese ridenominando la compagine Basket Scaligero, con chiaro richiamo al prestigioso e non dimenticato nome della Scaligera Basket.
Il primo campionato del Basket Scaligero in B2 si chiude ai quarti di finale dei play off.
La stagione successiva la società può contare sulla sponsorizzazione Tezenis, un marchio di intimo e pigiameria del gruppo veronese Calzedonia, e sul supporto economico della Banca Popolare di Verona e dell'Ente Fiere di Verona. Alla guida tecnica della squadra viene chiamato Filippo Faina, che alla fine degli anni novanta aveva guidato l'allora Müller Verona alla semifinale scudetto del campionato italiano e in Eurolega. Il gruppo conta su giocatori come Losi, Gueye, Soave e Silvestrucci ai quali si aggiunge, prima della pausa natalizia, Matteo Nobile, già a Verona ai tempi della A1. La Tezenis termina la regular season al secondo posto alle spalle della Triveneta Albignasego, che sconfigge dopo una serie di quattro partite terminata il 27 maggio 2009 con la promozione in Serie A Dilettanti.
Nel campionato 2009-10 in Serie A Dilettanti la Tezenis termina la regular season al sesto posto ed è eliminata nei play-off per la promozione in Legadue dall'Ozzano, ma grazie allo scambio estivo di titoli sportivi con Pavia e riadottando anche la denominazione storica di Scaligera Basket, la compagine veronese partecipa comunque al campionato 2010-11 in Legadue. Nonostante il ritorno di coach Marcelletti e le buone prestazioni di Andrea Renzi, Antonio Porta e Mareks Jurevičus, per via dell'insufficiente apporto degli "americani" il torneo viene concluso al 15º posto, cosa che decreta sul campo la retrocessione, convertita poi in ripescaggio per via della rinuncia all'iscrizione al campionato di Legadue da parte del Casalpusterlengo, di Udine e di Rimini.
La nuova stagione si apre con l'arrivo a Verona del coach Luigi Garelli, poi esonerato e sostituito da Alberto Martelossi, un roster abbondantemente rinnovato e con un riassetto azionario in società e l'assunzione della presidenza da parte di Gianluigi Pedrollo, ma in campionato non arrivano particolari soddisfazioni. Di gran lunga migliori il gioco ed i risultati nelle due successive stagioni sotto la guida del tecnico Alessandro Ramagli il quale conduce la Tezenis Verona ai play-off in entrambi i campionati senza però ottenere la conquista della promozione nella massima serie.
La stagione 2014-15, la terza consecutiva guidata dall'allenatore Ramagli, è esaltante per la Scaligera, protagonista e leader in Regular Season e vincitrice della Coppa Italia Lega Nazionale Pallacanestro 2015. Nonostante la squadra veronese domini la Regular Season, ai playoff viene eliminata in maniera abbastanza clamorosa dalla Fortitudo Agrigento, chiudendo così la stagione senza la promozione in Serie A. Nella successiva stagione
2015-16 si qualifica ai play off come ottava del girone Est venendo eliminata al primo turno per tre partite a zero da Scafati. Nella stagione 2016-17 la guida tecnica viene assegnata a Luca Dalmonte, la squadra si qualifica ai play off come ottava del girone Est eliminando al primo turno Biella per tre partite a due mentre nei quarti affronta Ravenna venendo eliminata per tre partite a zero.

### Il ritorno in serie A
Nella stagione 2021-22 alla guida tecnica viene riconfermato Alessandro Ramagli, che era tornato a Verona nella stagione precedente. La squadra riesce a qualificarsi ai play off grazie al secondo posto nella stagione regolare e vincendo per 3-1 la finale play off contro l’APU Udine ottiene la promozione e quindi il ritorno in Serie A dopo 21 anni.

## Tifoseria
La tifoseria che guida i cori e segue la compagine scaligera sia in casa che in trasferta è chiamata "Locura". 

## Palmarès

### Competizioni nazionali
- Coppa Italia: 1

1991: (vs. Philips Milano)
- Supercoppa italiana: 1

1996: (vs. Stefanel Milano)
- Coppa Italia LNP: 1

2015: (vs. Basket Ferentino)
- Campionato italiano dilettanti: 1

2021-22: (vs. APU Udine)

### Competizioni internazionali
- Coppa Korać: 1

1997-98 (vs. Stella Rossa Belgrado)

### Campionati giovanili
- Campionato italiano Under 15: 1

1999

### Altre finali disputate
- Coppa Italia

1994 (vs. Benetton Pallacanestro Treviso)
1996 (vs. Stefanel Milano)
- Coppa delle Coppe (Coppa Europa)

1997 (vs. Real Madrid)

## Partecipazione ai campionati
| Livello | Categoria                  | Partecipazioni | Debutto   | Ultima stagione | Totale |
| 1°      | Serie A1                   | 9              | 1991-1992 | 2000-2001       | 11     |
| 1°      | Serie A                    | 2              | 2001-2002 | 2022-2023       | 11     |
| 2°      | Serie A2                   | 16             | 1983-1984 | 2024-2025       | 20     |
| 2°      | Legadue                    | 3              | 2010-2011 | 2012-2013       | 20     |
| 2°      | Divisione Nazionale A Gold | 1              | 2013-2014 | 2013-2014       | 20     |
| 3°      | Serie B                    | 7              | 1978-1979 | 1985-1986       | 9      |
| 3°      | Serie B1                   | 1              | 1987-1988 | 1987-1988       | 9      |
| 3°      | Serie A Dilettanti         | 1              | 2009-2010 | 2009-2010       | 9      |
| 4°      | Serie C                    | 3              | 1975-1976 | 1977-1978       | 5      |
| 4°      | Serie B2                   | 1              | 2007-2008 | 2007-2008       | 5      |
| 4°      | Serie B Dilettanti         | 1              | 2008-2009 | 2008-2009       | 5      |
| 5°      | Serie D                    | 4              | 1971-1972 | 1974-1975       | 4      |

## Cestisti

### Numeri ritirati
- 8 / Mike Iuzzolino, P, 1995-1999
- 9  Roberto Dalla Vecchia, AG, 1981-1991 1992-1999

## Allenatori
- 1982-1985: Bruno Arrigoni
- 1985-1987: Silvio Bertacchi
- 1987-1989: Gianfranco Lombardi
- 1989-1991: Alberto Bucci
- 1991-1992: Mario Blasone
- 1992: Gianni Trevisan
- 1992-1996: Franco Marcelletti
- 1996: Phil Melillo
- 1996-1998: Andrea Mazzon
- 1998: Franco Marcelletti
- 1998-1999: Rudy D'Amico
- 1999-2000: Franco Marcelletti
- 2000-2001: Filippo Faina
- 2001-2002: Lino Lardo
- 2008-2010: Filippo Faina
- 2010: Walter De Raffaele
- 2010-2011: Franco Marcelletti
- 2011: Luigi Garelli
- 2011-2012: Alberto Martelossi
- 2012-2015: Alessandro Ramagli
- 2015-2016: Marco Crespi
- 2016: Fabrizio Frates
- 2016-2019: Luca Dalmonte
- 2019-2021: Andrea Diana
- 2021-2025: Alessandro Ramagli
- 2025-: Demis Cavina

## Roster 2024-2025
Aggiornato all'8 novembre 2024.
| Scaligera Basket Verona 2024-2025 | Scaligera Basket Verona 2024-2025 |
| Giocatori                         | Staff tecnico                     |
| --------------------------------- | --------------------------------- |

| N. | Naz.                                        | Ruolo | Nome                      | Anno | Alt.   | Peso   |  |
| -- | ------------------------------------------- | ----- | ------------------------- | ---- | ------ | ------ |  |
| 0  | Stati Uniti (bandiera) · Georgia (bandiera) | PG    | Jacob Pullen              | 1989 | 185 cm | 91 kg  |  |
| 1  | Italia (bandiera) · Senegal (bandiera)      | GA    | Mouhamadou Fadilou Mbacke | 2004 | 204 cm | 90 kg  |  |
| 5  | Stati Uniti (bandiera)                      | C     | Jalen Cannon              | 1993 | 198 cm | 104 kg |  |
| 6  | Italia (bandiera)                           | C     | Giulio Gazzotti           | 1991 | 202 cm | 104 kg |  |
| 10 | Italia (bandiera)                           | G     | Leonardo Faggian          | 2004 | 195 cm | 92 kg  |  |
| 11 | Italia (bandiera)                           | GA    | Theo Airhienbuwa          | 2006 | 201 cm | 90 kg  |  |
| 12 | Italia (bandiera)                           | PG    | Mattia Palumbo            | 2000 | 198 cm | 95 kg  |  |
| 17 | Croazia (bandiera) · Italia (bandiera)      | C     | Petar Kuzmanić            | 2006 | 207 cm | 105 kg |  |
| 20 | Italia (bandiera)                           | A     | Ethan Esposito            | 1999 | 200 cm | 104 kg |  |
| 24 | Italia (bandiera)                           | P     | Lorenzo Penna             | 1998 | 180 cm | 82 kg  |  |
| 27 | Italia (bandiera)                           | GA    | Liam Udom                 | 2000 | 199 cm | 85 kg  |  |
| 32 | Italia (bandiera)                           | A     | Vittorio Bartoli          | 2002 | 201 cm | 99 kg  |  |

| Allenatore                                                                                     |
| - Alessandro Ramagli                                                                           |
| Assistente/i                                                                                   |
| - Andrea Bonacina - Stefano Gallea Legenda - (C) Capitano - (IN) Inattivo - Infortunato Roster |

### Staff tecnico
- Allenatore: Alessandro Ramagli
- Assistente: Andrea Bonacina
- Assistente: Stefano Gallea
- Preparatore atletico: Andrea Comini

### Staff medico
- Staff medico: Paolo Cannas; Enrico Vittone
- Fisioterapisti: Davide Felis; Luca Valbusa
- Osteopata: Giampaolo Cau
- Podologo: Riccardo Cacciatori

## Sponsor
- 1974-1984: Vicenzi Biscotti
- 1985-1987: Citrosil
- 1987-1994: Glaxo
- 1994-1995: Birex
- 1995-1998: Mash Jeans
- 1998-2002: Müller
- 2008- Tezenis